# Село при Вранскем
Село при Вранскем (словен. Selo pri Vranskem) је насељено место у општини Вранско, Савињска регија, Словенија.

## Историја
До територијалне реорганизације у Словенији било је у саставу старе општине Жалец.

## Становништво
У попису становништва из 2011. године, Село при Вранскем је имало 74 становника.
| Број становника према пописима | Број становника према пописима | Број становника према пописима |
| ------------------------------ | ------------------------------ | ------------------------------ |
| 1991                           | 2002                           | 2011                           |
| 79                             | 66                             | 74                             |

Напомена: До 1953. исказивано под именом Село.